# ديك وي
ديك وي (بالصينية: 狄威) هو ممثل تايواني، ولد في 1953 في تايوان.

## وصلات خارجية
- ديك وي على موقع IMDb (الإنجليزية)
- ديك وي على موقع قاعدة بيانات الفيلم (الإنجليزية)